# Margot (čokoláda)

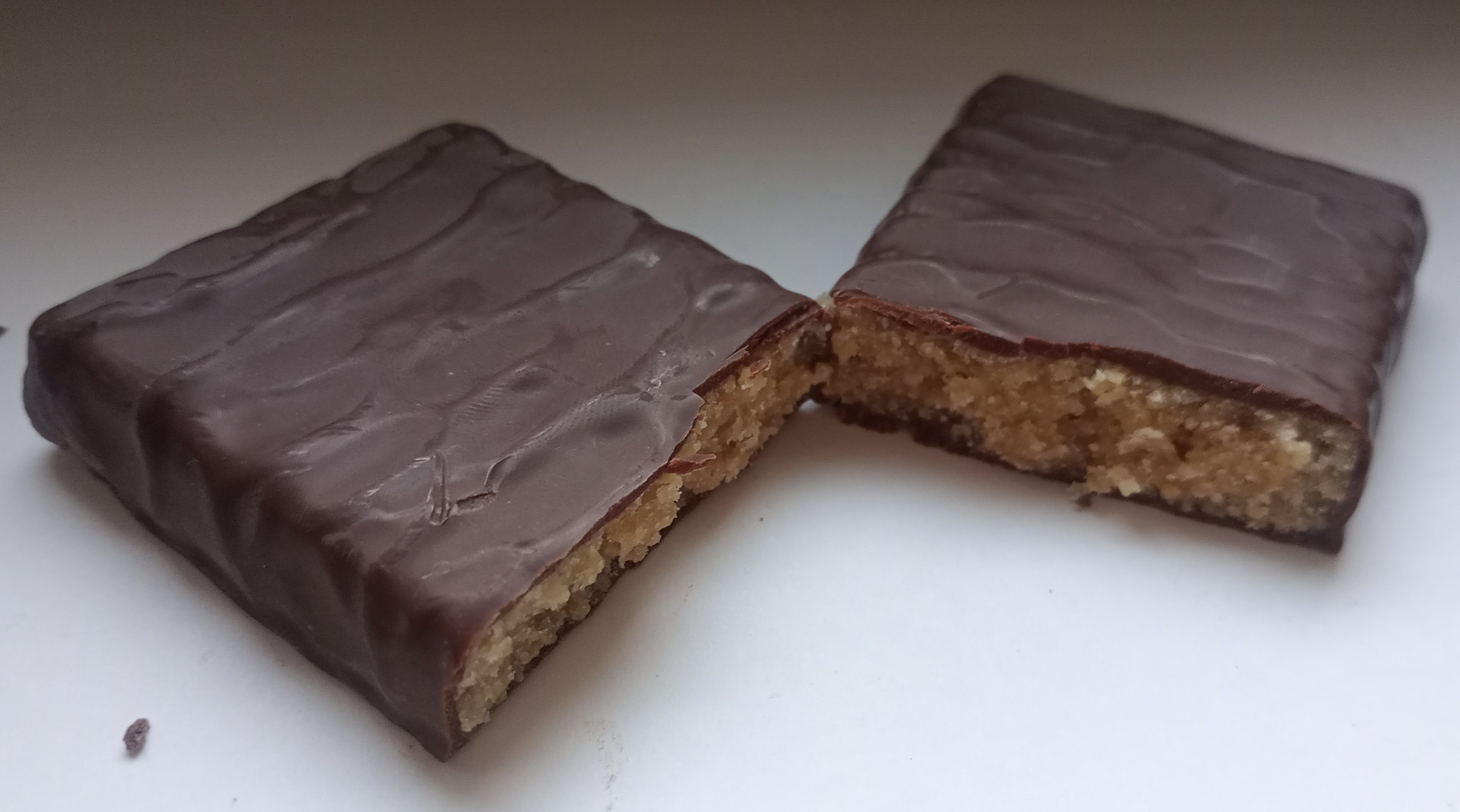
Tyčinka Margot na řezu

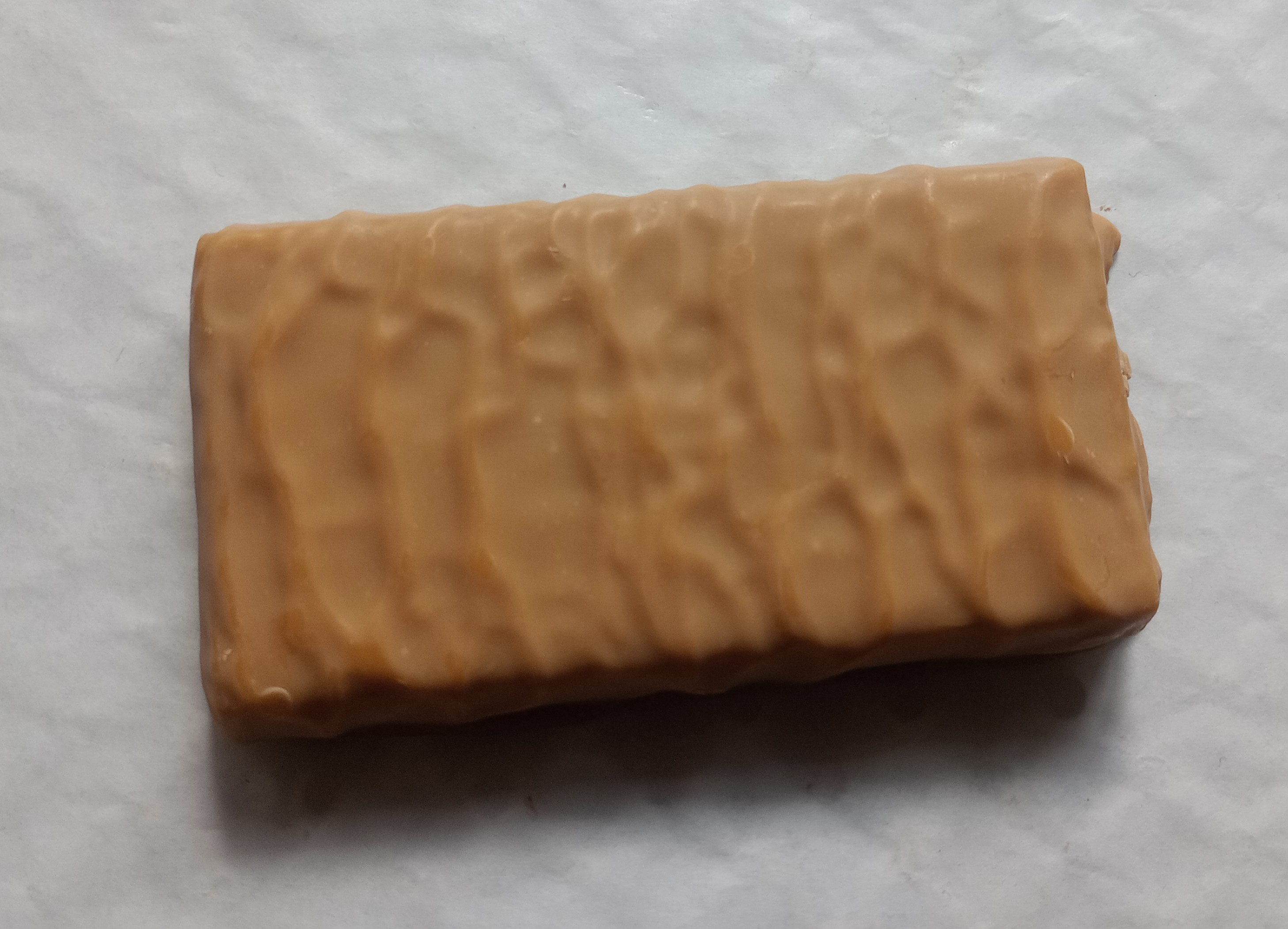
Tyčinka Margot v limitované edici Margot Zlatá, v karamelovo-mléčné polevě

Margot je česká čokoládová tyčinka plněná sójovou hmotou s příchutí kokosu a rumu. Výrobcem je společnost Orion, která je od roku 1992 součástí skupiny Nestlé. V roce 2018 byla Margot spolu s tyčinkami Orion Kofila a Ledové Kaštany jednou ze tří nejoblíbenějších čokoládových tyčinek koncernu Nestlé na českém a slovenském trhu.

## Historie
Výrobek uvedla na trh pražská čokoládovna Orion roku 1944, tedy během německé okupace a probíhající druhé světové války, jakožto produkt s exotickou chutí tehdy navíc nedostatkového kokosu. Výroba nadále pokračovala i v poválečném Československu. V roce 1960 byla výroba převedena do prostor čokoládoven Zora v Olomouci, firma změnila recepturu a způsob výroby, kdy byla pravá kokosová třtina nahrazena pouze aromatem. Změna v designu obalu nastala v roce 1980, kdy obyčejný zelený obal ustoupil světle modrému s ikonickou grafikou se sluncem a palmami.
Po roce 1990 byla obnovena výroba tyčinek s příměsí pravého kokosu.

## Varianty a příchutě
Seznam variant a příchutí tyčinky Margot (velká většina v limitovaných edicích):
- Originál (1944)
- Bílá čokoláda
- Rozinky (2006)
- Artemis
- Pomerančová kůra
- Plus (větší objem originální podoby)
- Meruňka (2007)
- Višeň (2008)
- Jablko a skořice (2009)
- Mini (2009)
- Ananas (2012)
- Mango (2013)
- Banán (2017)
- Perník (2017)
- Zlatá (2025)